# Johannes Nider
Johannes Nider, aussi orthographié Johann Nider, Jean Nider ou encore Nyder (1380 en Souabe - 13 août 1438, Colmar), est un auteur dominicain allemand. Il rédige un traité de théologie intitulé Formicarius, visant à l’édification des croyants dans le contexte du Concile de Bâle. Une partie de cet ouvrage est consacrée à la sorcellerie.

## Biographie

### Formation
Originaire de Bavière, il suit une formation de base en théologie et philosophie à Cologne avant 1413,. Il participe ensuite au concile de Constance, d'après ce qu'il dévoile lui-même dans son Formicarius, et effectue un voyage en Italie pour visiter des couvents réformés. Il part ensuite à Vienne, où il est l'élève de François de Retz qui appartient au courant de l'Observance dominicaine.
Il obtient son doctorat en théologie le 18 juin 1425. Il demande à être exempté de sa charge d'enseignement le 26 juin 1426.

### Carrière
Il est nommé vicaire des couvents réformés en 1426 à la suite de François de Retz dans la province de Teutonie et agrégé du titre de Maître en théologie en 1429 à l’Université de Vienne.
Jean Nider se signale par la suite pour son engagement en faveur de la réforme des couvents dominicains. Barthélémy Texier le charge d'apporter les principes de la Réforme dans le couvent de Bâle. Il participe par ses écrits à la polémique anti-hussite, et il est délégué dans plusieurs ambassades du concile de Bâle auprès des hérétiques de Bohême, en 1431-1432 puis en 1434. Il participe aux négociations qui donnent lieu à la signature des accords d'Eger en 1432,.
Il est nommé lecteur des sentences au couvent de Vienne. Il y reprend dès 1435 sa charge d'enseignement, et est doyen à l'Université entre 1436 et 1437. Il prend part à la commission chargée par le duc Albert V] de visiter les couvents du diocèse de Passau.
Il meurt à Nuremberg le 13 août 1438.

### Formicarius
De 1435 à 1440, il travaille à son Formicarius,, un traité sur les questions sociales du temps. Le mot formicarius pouvant se traduire littéralement par fourmilière pour évoquer le monde qui remue dans les rues des villes qu'il visite.
Comme le résume Catherine Chène, qui propose un large commentaire du texte, il s'agit d'une sorte d'ouvrage de catéchèse, visant à l’édification des croyants ; son but est de décrire les dérives des hommes, en insistant sur le principe du Bien toujours vainqueur.
Jean Nider évoque, dans le livre V de son œuvre, des sorciers présents dans le Simmental et le diocèse de Lausanne. Il propose également l'exemplum d'une femme qui prétend voyager avec Diane grâce à un certain onguent. Confrontée à des témoins qui veulent assister à la scène, tout le monde constate que la femme ne fait que rêver et qu'elle ne peut pas s'envoler par magie. Cet extrait est une indication que Jean Nider ne croyait pas totalement aux accusations visant la nouvelle secte des sorciers qui se répandaient dans la région.
Pour la rédaction de cette partie de l'ouvrage, il réunit des témoignages divers, lui-même n'ayant pris par directement aux évènements, comme ceux du châtelain de Blankenburg, de Peter Van Greyerz, juge inquisiteur d’Évian et réformateur du couvent de Lyon, lesquels avaient présidé des tribunaux où l’on jugeait des procès en sorcellerie.

## Publications
- Sermones de tempore et de sanctis cum quadragesimali. Esslingen, Konrad Fyner, 1476-1478. Spire, Peter Drach, 13 novembre 1479.
- Praeceptorium divinae legis, sive Expositio Decalogi. Reutlingen, Michael Greyff, 8 juillet 1479. Bâle, Johann Amerbach, 1481. Édition éditée à Bâle d'un recueil de commentaires sur les dix commandements, qui a d'abord paru à Cologne en 1472. Une partie concerne le sixième commandement, sur le plaisir, la volupté, le sexe et la gourmandise qu'il prétend réglementer. Dans le large éventail de la luxure, il fustige tout particulièrement tous les plaisirs de « gueule ». Il y détaille longuement les péchés de gourmandise, gloutonnerie, ivrognerie. Il cite en exemple les Sarrasins qui ne boivent jamais de vin, prétend que Charlemagne ne prenait du vin que trois fois par mois, et relate une anecdote sur un des anciens Louis, roi de France, qui possédait une précieuse coupe à l'intérieur de laquelle il avait fait graver un signe. Son échanson ne devait pas verser de vin qui dépassât cette marque au-dessus de laquelle il complétait avec de l'eau. Le vin est responsable de tous les autres péchés car il induit à la luxure, au blasphème, à la colère. Il fait dire des bêtises, obscurcit les cervelles et éloigne l'homme de Dieu. Quatre chapitres entiers sont consacrés à la gourmandise, au jeûne et à l'abstinence.
- Aurei sermones totius anni de tempore et de sanctis cum quadragesimali. Spire : Peter Drach, 30 novembre 1479.
- Formicarius. Augsbourg, Anton Sorg, 1484.
- Consolatorium timorate conscientie. Perrin, Paris, 31 janvier 1494.
- Tractatus utilis de septem peccatis mortalibus. Paris : Denis Roce, avant 1510 ?
- De Lepra Moralis, Joannis Nider. Paris (Jean Petit) s.d. (1514).
- Opus historicum et morale sui temporis. De principibus, episcopis, praelatis, sacerdotibus, monachis, monialibus, Beguinis & Begardis, rebuspublicis, civibus, conjugatis, viduis, virginibus, maleficis, necromanticis, incubis, succubis, aniacis, visionibus, somniis, miraculis, &c. Auspiciis … Rudolphi Augusti, Brunsv. ac luneb. Ducis ex antiqua editione 1517. Luci redditum ab Hermanno von der Hardt Helmstadi, 1696